# Pandemia de COVID-19 en Etiopía
La pandemia de COVID-19 en Etiopía comenzó en el país el 13 de marzo de 2020, cuando el primer caso fue confirmado en Adís Abeba. El gobierno nacional, liderado por el primer ministro Abiy Ahmed declaró el estado de emergencia por cinco meses en abril de 2020, pero ha permitido que las actividades económicas continuen durante la crisis de salud pública.
Hasta el 12 de junio de 2022, se contabiliza la cifra de 478,963 casos confirmados, 7,516 fallecidos y 456,719 recuperados del virus.

## Antecedentes
El 12 de enero de 2020, la Organización Mundial de la Salud (OMS) confirmó que un nuevo coronavirus fue la causa de una enfermedad respiratoria en un grupo de personas en la ciudad de Wuhan, provincia de Hubei, China, que se informó a la OMS el 31 de diciembre de 2019. La tasa de letalidad por COVID-19 ha sido mucho más baja que el SARS de 2003, pero la transmisión ha sido significativamente mayor, con un número total de muertes significativas.